# العلاقات الأوزبكستانية الشمال مقدونية
العلاقات الأوزبكستانية الشمال مقدونية هي العلاقات الثنائية التي تجمع بين أوزبكستان وشمال مقدونيا.

## مقارنة بين البلدين
هذه مقارنة عامة ومرجعية للدولتين:
| وجه المقارنة                                              | أوزبكستان       | شمال مقدونيا                                               |
| --------------------------------------------------------- | --------------- | ---------------------------------------------------------- |
| المساحة (كم2)                                             | 448.98 ألف      | 25.71 ألف                                                  |
| عدد السكان (نسمة)                                         | 32.39 مليون     | 2.08 مليون                                                 |
| الكثافة السكانية (ن./كم²)                                 | 72.14           | 80.9                                                       |
| العاصمة                                                   | طشقند           | إسكوبية                                                    |
| اللغة الرسمية                                             | اللغة الأوزبكية | اللغة المقدونية، اللغة الألبانية                           |
| العملة                                                    | سوم أوزبكستاني  | دينار مقدوني                                               |
| الناتج المحلي الإجمالي (بليون دولار)                      | 48.72 مليار     | 11.34 مليار                                                |
| الناتج المحلي الإجمالي (تعادل القوة الشرائية) بليون دولار | 190.50 مليار    | 29.26 مليار                                                |
| الناتج المحلي الإجمالي الاسمي للفرد دولار أمريكي          | 2.13 ألف        | 4.85 ألف                                                   |
| الناتج المحلي الإجمالي للفرد دولار أمريكي                 | 5.57 ألف        | 16.25 ألف                                                  |
| مؤشر التنمية البشرية                                      | 0.675           | 0.747                                                      |
| رمز المكالمات الدولي                                      | +998            | +389                                                       |
| رمز الإنترنت                                              | .uz             | .mk                                                        |
| المنطقة الزمنية                                           | ت ع م+05:00     | توقيت وسط أوروبا، ت ع م+01:00، ت ع م+02:00، أوروبا/سكوبيه ‏ |

## مدن متوأمة
في ما يلي قائمة باتفاقيات التوأمة بين مدن أوزبكستانية وشمال مقدونية:
- ترتبط طشقند مع إسكوبية باتفاقية توأمة منذ 30 أبريل 1993.

## منظمات دولية مشتركة
يشترك البلدان في عضوية مجموعة من المنظمات الدولية، منها:
| علم المنظمة | اسم المنظمة                               | تاريخ انضمام أوزبكستان | تاريخ انضمام شمال مقدونيا |
| ----------- | ----------------------------------------- | ---------------------- | ------------------------- |
|             | مؤسسة التنمية الدولية                     | 24 سبتمبر 1992         | 25 فبراير 1993            |
|             | يونسكو                                    | 26 أكتوبر 1993         | 28 يونيو 1993             |
|             | وكالة ضمان الاستثمار متعدد الأطراف        | 4 نوفمبر 1993          | 19 مارس 1993              |
|             | الأمم المتحدة                             | 2 مارس 1992            | 8 أبريل 1993              |
|             | الاتحاد البريدي العالمي                   | ?                      | ?                         |
|             | البنك الدولي للإنشاء والتعمير             | 21 سبتمبر 1992         | 25 فبراير 1993            |
|             | الاتحاد الدولي للاتصالات                  | 10 يوليو 1992          | 4 مايو 1993               |
|             | منظمة حظر الأسلحة الكيميائية              | ?                      | ?                         |
|             | مؤسسة التمويل الدولية                     | 30 سبتمبر 1993         | 25 فبراير 1993            |
|             | المركز الدولي لتسوية المنازعات الاستشارية | 25 أغسطس 1995          | 26 نوفمبر 1998            |
|             | منظمة الشرطة الجنائية الدولية             | ?                      | ?                         |
|             | منظمة الأمن والتعاون في أوروبا            | 30 يناير 1992          | 12 أكتوبر 1995            |

## وصلات خارجية
- موقع وزارة الخارجية الأوزبكستانية